# 양지초등학교 (세종)
양지초등학교는 대한민국 세종특별자치시가 교육기본법에 따라 설치한 초등학교이다. 개교기념일은 10월 2일이다.

## 연혁
- 2010년 10월 : 학교설립 계획 수립 (행복청, 24학급)
- 2011년 11월 ~ 2011년 5월  : 기본설계 용역 실시 및 부지 매입
- 2012년 10월 15일 : 공립학교보통인가
- 2012년 7월 : 학교설립 계획 및 기본설계 도면인수(행복청)
- 2012년 11월 ~ 2013년 2월  :  실시설계 용역 실시
- 2013년 5월 : 1생활권 학급증설 방안 보고
- 2013년 6월 7일 : 시설공사 착공
- 2013년 11월 : 세종특별자치시 시립학교 설치 조례 개정
- 2014년 9월 1일 : 개교
- 2014년 9월 15일 : 시설공사 준공
- 2014년 10월 13일 : 개교식
- 2015년 2월 10일 : 제1회 졸업생 21명 (누적21명)
- 2015년 3월 2일 : 22학급 배정, 수학선도학교 운영, 7560+ 체육선도학교 운영, 바둑교육 선도학교 운영
- 2016년 2월 16일 : 제2회 졸업생 74명 (누적95명)
- 2016년 3월 2일 : 22학급 배정
- 2017년 2월 16일 :  제3회 졸업생 88명 (누적 183명)
- 2017년 3월 2일 : 27학급 배정, 공기정화장치 시범설치 사업학교 선정
- 2018년 1월 31일 : 제4회 졸업생 72명(누적 255명)
- 2018년 3월 2일 : 27학급 배정

## 참고 자료
- 양지초등학교 - 한국교육학술정보원 학교알리미